# Вацлав Хованець
Вацлав Хованець (28 вересня 1887, Станиславів, Королівство Галичини та Володимирії, Австро-Угорщина — 11 березня 1985, Краків, Польська Народна Республіка) — бурмістр (1924 -1934) та  президент (1934—1935) міста Станиславова, посол Польської Республіки (1930-1935).

## Біографія
Народився 28 вересня 1887 р.  у  Станиславові на Прикарпатті в родині друкаря Станіслава Хованця. Брат Чеслава, Тадеуша та Іладислава Хованських. У 1905 році з відзнакою закінчив  гімназію. Навчався на юридичному факультеті Львівського університету  та економічному факультеті  у Відні, однак не завершив через смерть батька. Повертається до Станиславова і допомагає матері  керувати родинними справами . У 1922 передав друкарню брату Тадеушу, а сам працював референтом Галицького військового закладу кредитового.  У 1924 році став урядовим комісаром, а згодом  бургомістром та  президентом Станиславова З початком Другої світової війни переселився до Кракова, де  до 1949 року продовжує працювати директором Іпотечного Банку у Кракові.
Помер 11 березня 1985р. Похований на Раковицькому цвинтарі у Кракові.

## Розвиток Станиславова
Під його керівництвом рада міста подала ініціативу під назвою «Великий Станиславів»:
- З 1 січня 1925 року до міста приєднали приміські мікрорайони із спільною назвою Княгинин-Село, Бельведер, Гірка, Колонія. Тоді чисельність мешканців зросла з 30 до 53 тисяч, а територія міста виросла з 415,8 га до 2227,5 га. З перепису населення в 1921 році місто мало 28 тисяч мешканців, кількість мешканців у 1935 році зросла майже до 70 тисяч.
- Розвиток освіти і культури:  діяли в місті 14 загальних шкіл в міських будинках, 8 державних і приватних гімназій, 4 вчительські семінарії та 3 театри (польська, українська, єврейська, німецька).
- Забрукували вулиці та проклали хідники не тільки в середмісті, але й на периферіях.
- Ратуша, звісно, дуже швидко виявилася затісною, тож спорудили новий будинок магістрату на вулиці Ґолуховського.
- За час свого правління Хованець також обіймав посаду посла Речі Посполитої ІІІ каденції (1930-1935). У своїй щоденній роботі на посаді президента міста не зважав на національність людини – важили тільки його індивідуальні риси.

## Галерея

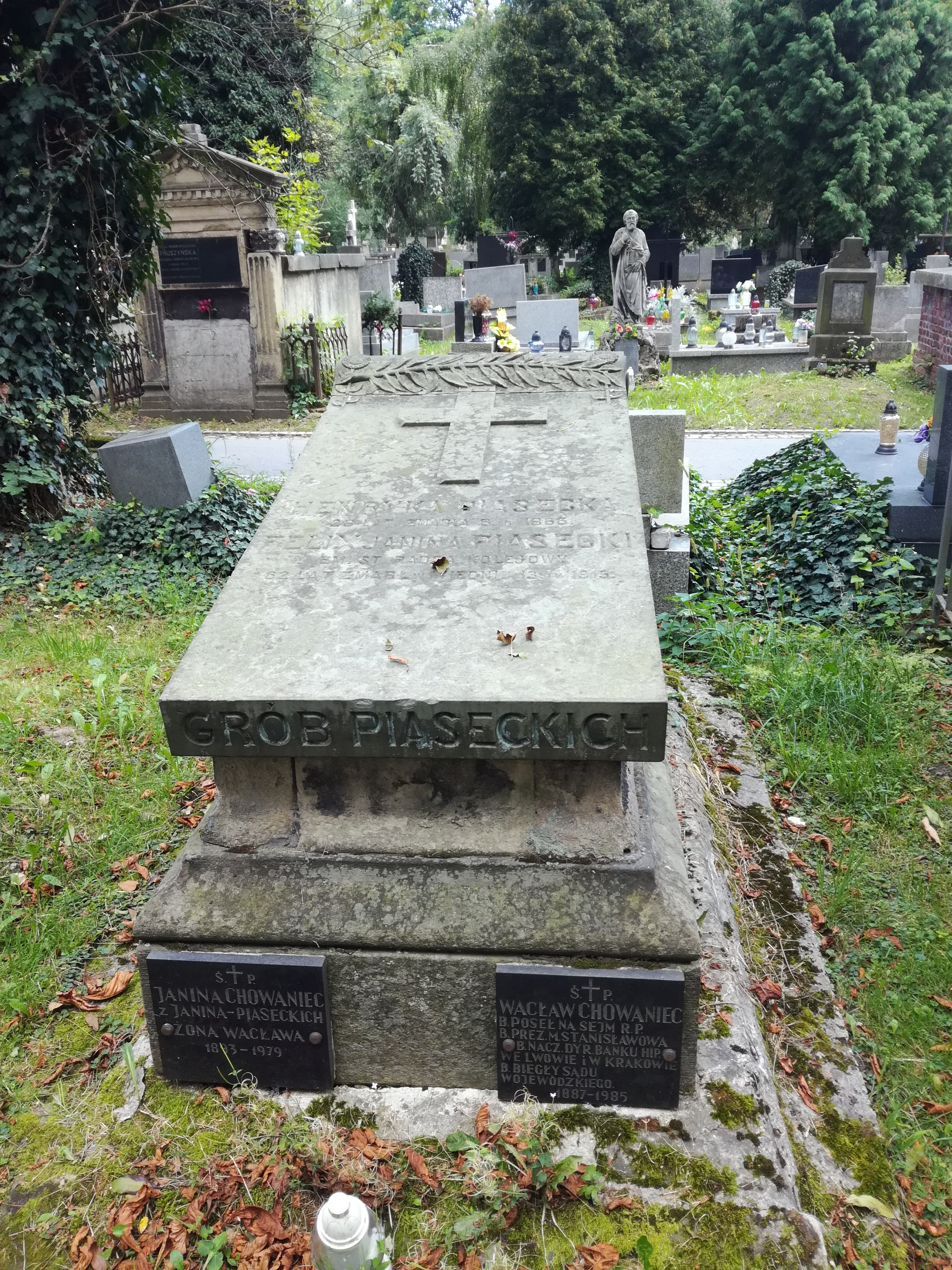